# Lauerz
Lauerz je obec ve švýcarském kantonu Schwyz. Žije zde přibližně 1 100 obyvatel.

## Geografie
Lauerz leží v podhůří Alp na severovýchodním úpatí Rigi, přímo u jezera Lauerzersee  (450 m n. m.). K obci patří také ostrov Schwanau na tomto jezeře. V centru obce se nachází farní kostel svatého Mikuláše. K obci patří také řada samostatných zemědělských usedlostí; na břehu jezera a na svazích kopců stojí četné rekreační domy.

## Název

Lauerz (1806)

Dřívější pravopis zní Lowerz a je poprvé zmiňován roku 1306. Je velmi pochybné, zda rudná ložiska v obci dala obci její jméno. Stejně tak Lau není odvozeno od keltského lokwa, což znamená „jezero“. Pravděpodobnější je, že název Lauerz souvisí se starohornoněmeckým osobním jménem, například Lauwart. Původní podoba byla pravděpodobně Lauwerts hov, přičemž slovo pro statek bylo vypuštěno..

## Historie
Ve 13. století stál na ostrově Schwanau hrad, který je v současnosti zříceninou. Původně patřil Kyburgům, ale později přešla oblast kolem Lauerzu do vlastnictví Habsburků.
Od roku 1480 byla známa kaple svatého Theodula jako filiálka farnosti Schwyz. Po požáru byla kaple v roce 1508 obnovena. Od roku 1600 byl Lauerz samostatnou farností. V roce 1675 nahradil kapli nový kostel svatého Mikuláše.
Dne 2. září 1806 byla velká část obce zničena přívalovou vlnou způsobenou sesuvem půdy v Goldau. Kostel byl v letech 1807–1810 přestavěn podle plánů pátera Jakoba Nattera. Na ostrově Schwanau se poustevníci vzdali svého dosavadního obydlí. Ostrov získal schwyzský hejtman Louis Auf der Maur. Od roku 1967 je ve vlastnictví kantonu Schwyz.

## Obyvatelstvo
| Rok            | 1850 | 1900 | 1950 | 1985 | 2000 | 2005 |
| Počet obyvatel | 474  | 436  | 549  | 651  | 867  | 943  |

Ostrov Schwanau

Většina obyvatel (k roku 2000) hovoří německy (97,1 %), druhou nejčastější řečí je angličtina (0,9 %) a třetí albánština (0,8 %).

## Doprava
Obec se nachází na kantonální hlavní silnici č. 2, spojující Schwyz a Arth
Nejbližší železniční stanicí je Arth-Goldau na Gotthardské dráze.